# Capitoli di World Trigger

Copertina del secondo volume dell'edizione italiana, raffigurante Osamu Mikumo

Questa è la lista dei capitoli del manga World Trigger (ワールドトリガー?, Wārudo Torigā), scritto e disegnato da Daisuke Ashihara. I capitoli sono pubblicati su Weekly Shōnen Jump da febbraio 2013 e i volumi sono editi da Shūeisha. Al 4 febbraio 2025 i volumi pubblicati sono in tutto ventotto.
Al Napoli Comicon del 2015, Star Comics ha annunciato il manga, per poi pubblicare il primo volume il 1º ottobre 2015.

## Volumi 1-10
| Nº | Titolo italiano Giapponese 「Kanji」 - Rōmaji | Data di prima pubblicazione             | Data di prima pubblicazione            |
| Nº | Titolo italiano Giapponese 「Kanji」 - Rōmaji | Giapponese                              | Italiano                               |
| 1  | Osamu Mikumo 「三雲 修」 - Mikumo Osamu | 4 luglio 2013 ISBN 978-4-08-870809-6    | 1º ottobre 2015 ISBN 978-88-6920-537-8 |
| 1  | Capitoli - 1. Osamu Mikumo (三雲 修?, Mikumo Osamu) - 2. Yūma Kuga (空閑 遊真?, Kuga Yūma) - 3. Yūma Kuga 2 (空閑 遊真 ➁?, Kuga Yūma 2) - 4. Osamu Mikumo 2 (三雲 修 ➁?, Mikumo Osamu 2) - 5. Yūma Kuga 3 (空閑 遊真 ➂?, Kuga Yūma 3) - 6. Unità Arashiyama (嵐山隊?, Arashiyama-tai) - 7. Ai Kitora (木虎 藍?, Kitora Ai) |                                         |                                        |
| 2  | Yūichi Jin 「迅 悠一」 - Jin Yūichi | 4 settembre 2013 ISBN 978-4-08-870841-6 | 4 novembre 2015 ISBN 978-88-6920-554-5 |
| 2  | Capitoli - 8. Ai Kitora 2 (木虎 藍 ➁?, Kitora Ai 2) - 9. Ai Kitora 3 (木虎 藍 ➂?, Kitora Ai 3) - 10. I Superiori del Border (ボーダー上層部?, Bōdā jōsōbu) - 11. Yūichi Jin (三迅 悠一?, Jin Yūichi) - 12. Chika Amatori (雨取 千佳?, Amatori Chika) - 13. Chika Amatori 2 (雨取 千佳 ➁?, Amatori Chika 2) - 14. Unità Miwa (三輪隊?, Miwa-tai) - 15. Unità Miwa 2 (三輪隊 ➁?, Miwa-tai 2) - 16. Unità Miwa 3 (三輪隊 ➂?, Miwa-tai 3) |                                         |                                        |
| 3  | Yūma Kuga 「空閑 遊真」 - Kuga Yūma | 4 dicembre 2013 ISBN 978-4-08-870863-8  | 3 febbraio 2016 ISBN 978-88-6920-683-2 |
| 3  | Capitoli - 17. Yūichi Jin 2 (迅 悠一 ➁?, Jin Yūichi 2) - 18. Yūgo Kuga (空閑 有吾?, Kuga Yūgo) - 19. Corpo Tamakoma (玉狛支部?, Tamakoma-shibu) - 20. Yūma Kuga 4 (空閑 遊真 ➃?, Kuga Yūma 4) - 21. Osamu Mikumo 3 (三雲 修 ➂?, Mikumo Osamu 3) - 22. Corpo Tamakoma 2 (玉狛支部 ➁?, Tamakoma-shibu 2) - 23. Corpo Tamakoma 3 (玉狛支部 ➂?, Tamakoma-shibu 3) - 24. Top Teams del Quartier Generale (本部トップ部隊（チーム?, Honbu Toppu Chīmu) - 25. Yūichi Jin 3 (迅 悠一 ➂?, Jin Yūichi 3) |                                         |                                        |
| 4  | Yūichi Jin 2 「迅 悠一 ➁」 - Jin Yūichi 2 | 4 febbraio 2014 ISBN 978-4-08-880029-5  | 4 maggio 2016 ISBN 978-88-6920-904-8   |
| 4  | Capitoli - 26. Unità Arashiyama 2 (嵐山隊 ➁?, Arashiyama-tai 2) - 27. Kei Tachikawa (太刀川 慶?, Tachikawa Kei) - 28. Yūichi Jin 4 (迅 悠一 ➃?, Jin Yūichi 4) - 29. Unità Arashiyama 3 (嵐山隊 ➂?, Arashiyama-tai 3) - 30. Unità Arashiyama 4 (嵐山隊 ➃?, Arashiyama-tai 4) - 31. Yūichi Jin 5 (迅 悠一 ➄?, Jin Yūichi 5) - 32. Yūichi Jin 6 (迅 悠一 ➅?, Jin Yūichi 6) - 33. Yūma Kuga 5 (空閑 遊真 ➄?, Kuga Yūma 5) - 34. Chika Amatori 3 (雨取 千佳 ➂?, Amatori Chika 3) |                                         |                                        |
| 5  | Osamu Mikumo 2 「三雲 修 ➁」 - Mikumo Osamu 2 | 4 aprile 2014 ISBN 978-4-08-880060-8    | 3 agosto 2016 ISBN 978-88-226-0195-7   |
| 5  | Capitoli - 35. Osamu Mikumo 4 (三雲 修 ➃?, Mikumo Osamu 4) - 36. Osamu Mikumo 5 (三雲 修 ➄?, Mikumo Osamu 5) - 37. Osamu Mikumo 6 (三雲 修 ➅?, Mikumo Osamu 6) - 38. Yūma Kuga 6 (空閑 遊真 ➅?, Kuga Yūma 6) - 39. Yūma Kuga 7 (空閑 遊真 ➆?, Kuga Yūma 7) - 40. Yūma Kuga 8 (空閑 遊真 ➇?, Kuga Yūma 8) - 41. Replica (レプリカ?, Repurika) - 42. Replica 2 (レプリカ ➁?, Repurika 2) - 43. Yūichi Jin 7 (迅 悠一 ➆?, Jin Yūichi 7) |                                         |                                        |
| 6  | Invasione in larga scala 「大規模侵攻」 - Daikibo shinkō | 4 giugno 2014 ISBN 978-4-08-870769-3    | 5 ottobre 2016 ISBN 978-88-226-0322-7  |
| 6  | Capitoli - 44. Invasione in larga scala (大規模侵攻?, Daikibo shinkō) - 45. Invasione in larga scala 2 (大規模侵攻 ➁?, Daikibo shinkō 2) - 46. Invasione in larga scala 3 (大規模侵攻 ➂?, Daikibo shinkō 3) - 47. Invasione in larga scala 4 (大規模侵攻 ➃?, Daikibo shinkō 4) - 48. Invasione in larga scala 5 (大規模侵攻 ➄?, Daikibo shinkō 5) - 49. Invasione in larga scala 6 (大規模侵攻 ➅?, Daikibo shinkō 6) - 50. Osamu Mikumo 7 (三雲 修 ➆?, Mikumo Osamu 7) - 51. Ai Kitora 4 (木虎 藍 ➃?, Kitora Ai 4) - 52. Chika Amatori 4 (雨取 千佳 ➃?, Amatori Chika 4)                                 |                                         |                                        |
| 7  | Invasione in larga scala 2 「大規模侵攻 ②」 - Daikibo shinkō 2 | 4 settembre 2014 ISBN 978-4-08-880177-3 | 4 gennaio 2017 ISBN 978-88-226-0441-5  |
| 7  | Capitoli - 53. Primo Tamakoma (玉狛第１?, Tamakoma daiichi) - 54. Aftokrator (アフトクラトル?, Afutokuratoru) - 55. Primo Tamakoma 2 (玉狛第１ ②?, Tamakoma daiichi 2) - 56. Unità Kazama (風間隊?, Kazama-tai) - 57. Invasione in larga scala 7 (大規模侵攻 ➆?, Daikibo shinkō 7) - 58. Invasione in larga scala 8 (大規模侵攻 ➇?, Daikibo shinkō 8) - 59. Invasione in larga scala 9 (大規模侵攻 ⑨?, Daikibo shinkō 9) - 60. Invasione in larga scala 10 (大規模侵攻 ⑩?, Daikibo shinkō 10) - 61. Invasione in larga scala 11 (大規模侵攻 ⑪?, Daikibo shinkō 11)                                       |                                         |                                        |
| 8  | Invasione in larga scala 3 「大規模侵攻 ➂」 - Daikibo shinkō 3 | 3 ottobre 2014 ISBN 978-4-08-880195-7   | 1º marzo 2017 ISBN 978-88-226-0514-6   |
| 8  | Capitoli - 62. Aftokrator 2 (アフトクラトル ②?, Afutokuratoru 2) - 63. Invasione in larga scala 12 (大規模侵攻 ⑫?, Daikibo shinkō 12) - 64. Invasione in larga scala 13 (大規模侵攻 ⑬?, Daikibo shinkō 13) - 65. Invasione in larga scala 14 (大規模侵攻 ⑭?, Daikibo shinkō 14) - 66. Invasione in larga scala 15 (大規模侵攻 ⑮?, Daikibo shinkō 15) - 67. Invasione in larga scala 16 (大規模侵攻 ⑯?, Daikibo shinkō 16) - 68. Aftokrator 3 (アフトクラトル ②?, Afutokuratoru 3) - 69. Osamu Mikumo 8 (三雲 修 ➇?, Mikumo Osamu 8) - 70. Invasione in larga scala 17 (大規模侵攻 ⑰?, Daikibo shinkō 17) |                                         |                                        |
| 9  | Invasione in larga scala 4 「大規模侵攻④」 - Daikibo shinkō 4 | 5 gennaio 2015 ISBN 978-4-08-880296-1   | 1º giugno 2017 ISBN 978-88-226-0590-0  |
| 9  | Capitoli - 71. Invasione in larga scala 18 (大規模侵攻 ⑱?, Daikibo shinkō 18) - 72. Invasione in larga scala 19 (大規模侵攻 ⑲?, Daikibo shinkō 19) - 73. Invasione in larga scala 20 (大規模侵攻 ⑳?, Daikibo shinkō 20) - 74. Kyōsuke Karasuma (烏丸 京介?, Karasuma Kyōsuke) - 75. Invasione in larga scala 21 (大規模侵攻 ㉑?, Daikibo shinkō 21) - 76. Shūji Miwa (三輪 秀次?, Miwa Shūji) - 77. Invasione in larga scala 22 (大規模侵攻 ㉒?, Daikibo shinkō 22) - 78. Yūma Kuga 9 (空閑 遊真 ⑨?, Kuga Yūma 9) - 79. Invasione in larga scala 23 (大規模侵攻㉓?, Daikibo shinkō 23)                   |                                         |                                        |
| 10 | Osamu Mikumo 3 「三雲修➂」 - Mikumo Osamu 3 | 4 marzo 2015 ISBN 978-4-08-880332-6     | 2 agosto 2017 ISBN 978-88-226-0655-6   |
| 10 | Capitoli - 80. Replica 3 (レプリカ③?, Repurika 3) - 81. Invasione in larga scala 24 (大規模侵攻㉔?, Daikibo shinkō 24) - 82. Osamu Mikumo 9 (三雲 修 ⑨?, Mikumo Osamu 9) - 83. Yūma Kuga 10 (空閑 遊真⑩?, Kuga Yūma 10) - 84. Osamu Mikumo 10 (三雲 修⑩?, Mikumo Osamu 10) - 85. Osamu Mikumo 11 (三雲 修⑪?, Mikumo Osamu 11) - 86. Secondo Tamakoma (玉狛第2?, Tamakoma daini) - 87. Secondo Tamakoma 2 (玉狛第2②?, Tamakoma daini 2) - 88. Secondo Tamakoma 3 (玉狛第2③?, Tamakoma daini 3) |                                         |                                        |

## Volumi 11-20
| Nº | Titolo italiano Giapponese 「Kanji」 - Rōmaji | Data di prima pubblicazione             | Data di prima pubblicazione             |
| Nº | Titolo italiano Giapponese 「Kanji」 - Rōmaji | Giapponese                              | Italiano                                |
| 11 | Secondo Tamakoma 「玉狛第2」 - Tamakoma daini | 4 giugno 2015 ISBN 978-4-08-880368-5    | 2 novembre 2017 ISBN 978-88-226-0759-1  |
| 11 | Capitoli - 89. Secondo Tamakoma 4 (玉狛第2④?, Tamakoma daini 4) - 90. Secondo Tamakoma 5 (玉狛第2➄?, Tamakoma daini 5) - 91. Secondo Tamakoma 6 (玉狛第2➅?, Tamakoma daini 6) - 92. Shiori Usami (宇佐美 栞?, Usami Shiori) - 93. Kō Murakami (村上 鋼?, Murakami Kō) - 94. Yūma Kuga 11 (空閑遊真 ⑪?, Kuga Yūma 11) - 95. Primo Suzunari (鈴鳴第一?, Suzunari daiichi) - 96. Unità Nasu (那須隊?, Nasu-tai) - 97. Unità Nasu 2 (那須隊②?, Nasu-tai 2)                                                                                        |                                         |                                         |
| 12 | Secondo Tamakoma 2 「玉狛第２②」 - Tamakoma daini 2 | 4 settembre 2015 ISBN 978-4-08-880463-7 | 1º febbraio 2018 ISBN 978-88-226-0868-0 |
| 12 | Capitoli - 98. Unità Nasu 3 (那須隊③?, Nasu-tai 3) - 99. Unità Nasu 4 (那須隊④?, Nasu-tai 4) - 100. Kō Murakami 2 (村上 鋼②?, Murakami Kō 2) - 101. Yūma Kuga 12 (空閑 遊真 ⑫?, Kuga Yūma 12) - 102. Rei Nasu (那須 玲?, Nasu Rei) - 103. Secondo Tamakoma 7 (玉狛第２⑦?, Tamakoma daini 7) - 104. Corpo Tamakoma 7 (玉駒支部⑦?, Tamakoma-shibu 7) - 105. Aftokrator 4 (アフトクラトル④?, Afutokuratoru 4) - 106. Masataka Ninomiya (二宮匡貴?, Ninomiya Masataka)                                                                            |                                         |                                         |
| 13 | Osamu Mikumo 4 「三雲 修④」 - Mikumo Osamu 4 | 4 dicembre 2015 ISBN 978-4-08-880499-6  | 28 marzo 2018 ISBN 978-88-226-0972-4    |
| 13 | Capitoli - 107. Osamu Mikumo 12 (三雲修⑫?, Mikumo Osamu 12) - 108. Yuzuru Ema (絵馬 ユズル?, Ema Yuzuru) - 109. Masato Kageura (影浦 雅人?, Kageura Masato) - 110. Haruaki Azuma (東 春秋?, Azuma Haruaki) - 111. Yūichi Jin 8 (迅 悠一⑧?, Jin Yūichi 8) - 112. Haruaki Azuma 2 (東 春秋②?, Azuma Haruaki 2) - 113. Unità Kageura (影浦隊?, Kageura-tai) - 114. Masataka Ninomiya 2 (二宮 匡貴②?, Ninomiya Masataka 2) - 115. Osamu Mikumo 13 (三雲 修⑬?, Mikumo Osamu 13)                                                                    |                                         |                                         |
| 14 | Yūichi Jin 3 「迅 悠一③」 - Jin Yūichi 3 | 4 marzo 2016 ISBN 978-4-08-880629-7     | 1º giugno 2018 ISBN 978-88-226-1023-2   |
| 14 | Capitoli - 116. Yūichi Jin 9 (迅 悠一⑨?, Jin Yūichi 9) - 117. Yōtarō Rindō (林藤 陽太郎?, Rindō Yōtarō) - 118. Chika Amatori 5 (雨鳥 千佳⑤?, Amatori Chika 5) - 119. Aftokrator 5 (アフトクラトル⑤?, Afutokuratoru 5) - 120. Aftokrator 6 (アフトクラトル➅?, Afutokuratoru 6) - 121. Galopoula (ガロプラ?, Garopura) - 122. Ai Kitora 5 (木虎 蓝⑤?, Kitora Ai 5) - 123. Galopoula 2 (ガロプラ②?, Garopura 2) - 124. Galopoula 3 (ガロプラ③?, Garopura 3)                                                                                      |                                         |                                         |
| 15 | Galopoula 「ガロプラ」 - Garopura | 3 giugno 2016 ISBN 978-4-08-880687-7    | 5 settembre 2018 ISBN 978-88-226-1156-7 |
| 15 | Capitoli - 125. Galopoula 4 (ガロプラ④?, Garopura 4) - 126. Galopoula 5 (ガロプラ⑤?, Garopura 5) - 127. Galopoula 6 (ガロプラ⑥?, Garopura 6) - 128. Galopoula 7 (ガロプラ⑦?, Garopura 7) - 129. Galopoula 8 (ガロプラ⑧?, Garopura 8) - 130. Galopoula 9 (ガロプラ⑨?, Garopura 9) - 131. Galopoula 10 (ガロプラ⑩?, Garopura 10) - 132. Galopoula 11 (ガロプラ⑪?, Garopura 11) - 133. Galopoula 12 (ガロプラ⑫?, Garopura 12) |                                         |                                         |
| 16 | Secondo Tamakoma 3 「玉狛第２③」 - Tamakoma daini 3 | 2 settembre 2016 ISBN 978-4-08-880777-5 | 4 dicembre 2018 ISBN 978-88-226-1202-1  |
| 16 | Capitoli - 134. Yōtarō Rindō 2 (林藤 陽太郎 ②?, Rindō Yōtarō 2) - 135. Hyuse (ヒュース?, Hyūsu) - 136. Galopoula 13 (ガロプラ⑬?, Garopura 13) - 137. Katori Unit (香取隊?, Katori-tai) - 138. Tamakoma Second 9 (玉駒第２⑨?, Tamakoma daini 9) - 139. Tamakoma Second 10 (玉狛第２⑩?, Tamakoma daini 10) - 140. Tamakoma Second 11 (玉狛第２⑪?, Tamakoma daini 11) - 141. Tamakoma Second 12 (玉狛第２⑫?, Tamakoma daini 12) - 142. Kuniharu Kakizaki (柿崎 国治?, Kakizaki Kuniharu)                                                         |                                         |                                         |
| 17 | Secondo Tamakoma 4 「玉狛第２➃」 - Tamakoma daini 4 | 2 dicembre 2016 ISBN 978-4-08-880822-2  | 1º febbraio 2019 ISBN 978-88-226-1210-6 |
| 17 | Capitoli - 143. Osamu Mikumo 14 (三雲修⑭?, Mikumo Osamu 14) - 144. Yōko Katori (香取 葉子?, Katori Yōko) - 145. Tamakoma Second 13 (玉駒第２⑬?, Tamakoma daini 13) - 146. Tamakoma Second 14 (玉駒第２⑭?, Tamakoma daini 14) - 147. Hyuse 2 (ヒュース②?, Hyūsu 2) - 148. Osamu Mikumo 15 (三雲 修 ⑮?, Mikumo Osamu 15) - 149. Chika Amatori 6 (雨取 千佳 ⑥?, Amatori Chika 6) - 150. Tamakoma Second 15 (玉狛第二⑮?, Tamakoma daini 15) - 151. Tamakoma Second 16 (玉狛第二⑯?, Tamakoma daini 16)                                             |                                         |                                         |
| 18 | Hyuse 「ヒュース」 - Hyūsu | 3 marzo 2017 ISBN 978-4-08-881021-8     | 1º maggio 2019 ISBN 978-88-226-1411-7   |
| 18 | Capitoli - 152. Tamakoma Second 17 (玉狛第二⑰?, Tamakoma daini 17) - 153. Tatsuhito Ikoma (生駒個人?, Ikoma Tatsuhito) - 154. Tatsuhito Ikoma 2 (生駒個人 ➁?, Ikoma Tatsuhito 2) - 155. Ōji Unit (王子隊?, Ōji-tai) - 156. Kazuaki Ōji (王子 一彰?, Ōji Kazuaki) - 157. Tamakoma Second 18 (玉狛第二 ⑱?, Tamakoma daini 18) - 158. Tamakoma Second 19 (玉狛第二 ⑲?, Tamakoma daini 19) - 159. Hyuse 3 (ヒュース ③?, Hyūsu 3) - 160. Hyuse 4 (ヒュース ➃?, Hyūsu 4)                                                                            |                                         |                                         |
| 19 | Tamakoma Branch 「玉狛支部」 - Tamakoma-shibu | 4 dicembre 2018 ISBN 978-4-08-881740-8  | 1º agosto 2019 ISBN 978-88-226-1501-5   |
| 19 | Capitoli - 161. Tamakoma Branch 4 (玉狛支部 ➃?, Tamakoma-shibu 4) - 162. Tamakoma Branch 5 (玉狛支部 ➄?, Tamakoma-shibu 5) - 163. Yuzuru Ema 2 (絵馬 ユズル ➁?, Ema Yuzuru 2) - 164. Tamakoma Second 20 (玉狛第二 ⑳?, Tamakoma daini 20) - 165. Osamu Mikumo: Part 16 (三雲修⑯?, Mikumo Osamu 16) - 166. Tamakoma Second 21 (玉狛第二 ㉑?, Tamakoma daini 21) - 167. Primo Suzunari 2 (鈴鳴第一 ②?, Suzunari daiichi 2) - 168. Primo Suzunari 3 (鈴鳴第一 ➂?, Suzunari daiichi 3) - 169. Tamakoma Second 22 (玉狛第二 ㉒?, Tamakoma daini 22) |                                         |                                         |
| 20 | Takamoka Second 5 「玉狛第２⑤」 - Tamakoma daini 5 | 4 giugno 2019 ISBN 978-4-08-881853-5    | 5 febbraio 2020 ISBN 978-88-226-1683-8  |
| 20 | Capitoli - 170. Tamakoma Second 23 (玉狛第二 ㉓?, Tamakoma daini 23) - 171. Hyuse 5 (ヒュース ➄?, Hyūsu 5) - 172. Hyuse 6 (ヒュース ➅?, Hyūsu 6) - 173. Unità Azuma (東隊?, Azuma-tai) - 174. Unità Azuma 2 (東隊 ➁?, Azuma-tai 2) - 175. Hyuse 7 (ヒュース ⑦?, Hyūsu 7) - 176. Eizo Netsuki (根付 栄蔵?, Netsuki Eizō) - 177. Osamu Mikumo: Part 17 (三雲修⑰?, Mikumo Osamu 17) - 178. Unità Ninomiya (二宮隊?, Ninomiya-tai) |                                         |                                         |

## Volumi 21-in corso
| Nº | Titolo italiano Giapponese 「Kanji」 - Rōmaji | Data di prima pubblicazione             | Data di prima pubblicazione              |
| Nº | Titolo italiano Giapponese 「Kanji」 - Rōmaji | Giapponese                              | Italiano                                 |
| 21 | Unità Yuba 「弓場 隊」 - Yuba-tai | 4 dicembre 2019 ISBN 978-4-08-882150-4  | 30 giugno 2021 ISBN 978-88-226-2394-2    |
| 21 | Capitoli - 179. Chika Amatori 7 (雨取 千佳 ⑦?, Amatori Chika 7) - 180. Kazuma Satomi (里見 一馬?, Satomi Kazuma) - 181. Takuma Yuba (弓場 拓磨?, Yuba Takuma) - 182. Corpo Tamakoma 6 (玉狛支部 ➅?, Tamakoma-shibu 6) - 183. Corpo Tamakoma 7 (玉狛支部 ⑦?, Tamakoma-shibu 7) - 184. Unità Yuba (弓場隊?, Yuba-tai) - 185. Unità Ninomiya 2 (二宮隊 ➁?, Ninomiya-tai 2) - 186. Hyuse 8 (ヒュース ⑧?, Hyūsu 8) - 187. Unità Yuba 2 (弓場隊 ②?, Yuba-tai 2)                                                                               |                                         |                                          |
| 22 | Chika Amatori 「雨取 千佳」 - Amatori Chika | 4 giugno 2020 ISBN 978-4-08-882319-5    | 1º settembre 2021 ISBN 978-88-226-2555-7 |
| 22 | Capitoli - 188. Hyuse 9 (ヒュース ⑨?, Hyūsu 9) - 189. Chika Amatori 8 (雨取 千佳 ⑧?, Amatori Chika 8) - 190. Unità Yuba 3 (弓場隊 ③?, Yuba-tai 3) - 191. Unità Yuba 4 (弓場隊 ➃?, Yuba-tai 4) - 192. Masataka Ninomiya 3 (二宮 匡貴③?, Ninomiya Masataka 3) - 193. Masataka Ninomiya 4 (二宮 匡貴➃?, Ninomiya Masataka 4) - 194. Osamu Mikumo 18 (三雲 修 ⑱?, Mikumo Osamu 18) - 195. Chika Amatori 9 (雨取 千佳 ⑨?, Amatori Chika 9) - 196. Secondo Tamakoma 24 (玉狛第二 ㉔?, Tamakoma daini 24)                                      |                                         |                                          |
| 23 | 「遠征選抜試験」 - Ensei senpatsu shiken | 4 febbraio 2021 ISBN 978-4-08-882497-0  | 29 ottobre 2021 ISBN 978-88-226-2728-5   |
| 23 | Capitoli - 197. (B級中位最終戦?, B-Kyū chūi saishū-sen) - 198. (B級中位最終戦 ②?, B-Kyū chūi saishū-sen 2) - 199. (B級ランク戦終了?, B-Kyū Ranku-sen shūryō) - 200. (忍田 瑠花?, Shinoda Ruka) - 201. (林藤 陽太郎 ③?, Rindō Yōtarō 3) - 202. (ガロプラ ⑭?, Garopura 14) - 203. (遠征選抜試験 ②?, Ensei senpatsu shiken) - 204. (遠征選抜試験 ②?, Ensei senpatsu shiken 2) - 205. (遠征選抜試験 ③?, Ensei senpatsu shiken 3) |                                         |                                          |
| 24 | 「遠征選抜試験 ②」 - Ensei senpatsu shiken 2 | 3 dicembre 2021 ISBN 978-4-08-882770-4  | 30 marzo 2022 ISBN 978-88-226-3055-1     |
| 24 | Capitoli - 206. (遠征選抜試験 ④?, Ensei senpatsu shiken 4) - 207. (遠征選抜試験 ➄?, Ensei senpatsu shiken 5) - 208. (遠征選抜試験 ➅?, Ensei senpatsu shiken 6) - 209. (遠征選抜試験 ⑦?, Ensei senpatsu shiken 7) - 210. (遠征選抜試験 ⑧?, Ensei senpatsu shiken 8) - 211. (遠征選抜試験 ⑨?, Ensei senpatsu shiken 9) - 212. (遠征選抜試験 ⑩?, Ensei senpatsu shiken 10) - 213. (遠征選抜試験 ⑪?, Ensei senpatsu shiken 11) |                                         |                                          |
| 25 | 「遠征選抜試験 ③」 - Ensei senpatsu shiken 3 | 2 settembre 2022 ISBN 978-4-08-883173-2 | 2 agosto 2023 ISBN 978-88-226-4214-1     |
| 25 | Capitoli - 214. (遠征選抜試験 ⑫?, Ensei senpatsu shiken 12) - 215. (遠征選抜試験 ⑬?, Ensei senpatsu shiken 13) - 216. (遠征選抜試験 ⑭?, Ensei senpatsu shiken 14) - 217. (遠征選抜試験 ⑮?, Ensei senpatsu shiken 15) - 218. (遠征選抜試験 ⑯?, Ensei senpatsu shiken 16) - 219. (遠征選抜試験 ⑰?, Ensei senpatsu shiken 17) - 220. (遠征選抜試験 ⑱?, Ensei senpatsu shiken 18) - 221. (遠征選抜試験 ⑲?, Ensei senpatsu shiken 19) - 222. (遠征選抜試験 ⑳?, Ensei senpatsu shiken 20) - 223. (遠征選抜試験 ㉑?, Ensei senpatsu shiken 21) |                                         |                                          |
| 26 | 「遠征選抜試験 ④」 - Ensei senpatsu shiken 4 | 2 giugno 2023 ISBN 978-4-08-883461-0    | 9 gennaio 2024 ISBN 978-88-226-4448-0    |
| 26 | Capitoli - 224. (遠征選抜試験 ㉒?, Ensei senpatsu shiken 22) - 225. (香取隊 ➁?, Katori-tai 2) - 226. (遠征選抜試験 ㉓?, Ensei senpatsu shiken 23) - 227. (遠征選抜試験 ㉔?, Ensei senpatsu shiken 24) - 228. (遠征選抜試験 ㉕?, Ensei senpatsu shiken 25) - 229. (遠征選抜試験 ㉖?, Ensei senpatsu shiken 26) - 230. (遠征選抜試験 ㉗?, Ensei senpatsu shiken 27) - 231. (遠征選抜試験 ㉘?, Ensei senpatsu shiken 28) |                                         |                                          |
| 27 | 「遠征選抜試験 ⑤」 - Ensei senpatsu shiken 5 | 2 maggio 2024 ISBN 978-4-08-883852-6    | 21 gennaio 2025 ISBN 978-88-226-5430-4   |
| 27 | Capitoli - 232. (遠征選抜試験 ㉙?, Ensei senpatsu shiken 29) - 233. (遠征選抜試験 ㉚?, Ensei senpatsu shiken 30) - 234. (遠征選抜試験 ㉛?, Ensei senpatsu shiken 31) - 235. (遠征選抜試験 ㉜?, Ensei senpatsu shiken 32) - 236. (鳩原 未来?, Hatohara Mirai) - 237. (遠征選抜試験 ㉝?, Ensei senpatsu shiken 33) - 238. (遠征選抜試験 ㉞?, Ensei senpatsu shiken 34) |                                         |                                          |
| 28 | 「遠征選抜試験 ➅」 - Ensei senpatsu shiken 6 | 4 febbraio 2025 ISBN 978-4-08-884367-4  | —                                        |
| 28 | Capitoli - 239. (遠征選抜試験 ㉟?, Ensei senpatsu shiken 35) - 240. (遠征選抜試験 ㊱?, Ensei senpatsu shiken 36) - 241. (遠征選抜試験 ㊲?, Ensei senpatsu shiken 37) - 242. (遠征選抜試験 ㊳?, Ensei senpatsu shiken 38) - 243. (遠征選抜試験 ㊴?, Ensei senpatsu shiken 39) - 244. (遠征選抜試験 ㊵?, Ensei senpatsu shiken 40) - 245. (若村 麓郎?, Rokurō Wakamura) - 246. (若村 麓郎 ②?, Rokurō Wakamura 2) - 247. (若村 麓郎 ③?, Rokurō Wakamura 3)                                                                                 |                                         |                                          |

## Capitoli non ancora in formatotankōbon
I seguenti capitoli sono apparsi su Weekly Shonen Jump ma non sono ancora stati raccolti in formato tankōbon.
Questa lista è suscettibile di variazioni e potrebbe essere incompleta o non aggiornata.

- 248.  (若村 麓郎 ④?, Rokurō Wakamura 4)
- 249.  (遠征選抜試験 ㊶?, Ensei senpatsu shiken 41)
- 250.  (遠征選抜試験 ㊷?, Ensei senpatsu shiken 42)
- 251.  (志岐小夜子?, Shiki Sayoko)
- 252.  (遠征選抜試験 ㊸?, Ensei senpatsu shiken 43)
- 253.  (遠征選抜試験 ㊹?, Ensei senpatsu shiken 44)
- 254.  (遠征選抜試験 ㊺?, Ensei senpatsu shiken 45)
- 255.  (遠征選抜試験 ㊻?, Ensei senpatsu shiken 46)
- 256.  (遠征選抜試験 ㊼?, Ensei senpatsu shiken 47)